# Bonden i København
Bonden i København er en stumfilm fra 1906 instrueret af Ole Olsen.